# NGC 1249
NGC 1249 (również PGC 11836) – galaktyka spiralna z poprzeczką (SBc), znajdująca się w gwiazdozbiorze Zegara. Odkrył ją John Herschel 5 grudnia 1834 roku.